# Landa Tenebrosa

Il logo del set

Landa Tenebrosa (in inglese Shadowmoor) è un'espansione del gioco di carte collezionabili Magic: l'Adunanza, edito da Wizards of the Coast. In vendita in tutto il mondo dal 2 maggio 2008, assieme al set successivo Vespro forma un mini-blocco a sé stante chiamato blocco di Landa Tenebrosa.

## Ambientazione
Landa Tenebrosa non è altro che il nuovo nome con cui è conosciuto il piano dimensionale di Lorwyn, un tempo un luogo idilliaco popolato da creature da fiaba ora trasformato in un mondo spaventoso e crudele perennemente avvolto nelle tenebre.

## Caratteristiche
L'espansione è formata da 301 carte così suddivise:
- per colore: 27 bianche, 27 blu, 27 nere, 27 rosse, 27 verdi, 111 multicolore/ibride, 24 incolori, 31 terre.
- per rarità: 121 comuni, 80 non comuni, 80 rare, 20 terre base.

Il simbolo dell'espansione è un'ala di pipistrello, e si presenta nei consueti tre colori a seconda della rarità: nero per le comuni, argento per le non comuni, e oro per le rare.
Landa Tenebrosa è disponibile in bustine da 15 carte casuali, in mazzi da torneo contenenti 75 carte assortite casualmente, e in 5 mazzi tematici precostituiti da 60 carte ciascuno:
- Supremazia dell'Aura (bianco/blu)
- Spirale di Morte (nero/blu)
- Annientamento (rosso/verde)
- Esercito di Entropia (rosso/nero)
- Dietrofront (verde/bianco)

### Prerelease
Landa Tenebrosa fu presentata in tutto il mondo durante i tornei di prerelease il 19 aprile 2008; in quell'occasione venne distribuita una speciale carta olografica promozionale, il Semidio della Vendetta, che presentava un'illustrazione alternativa rispetto alla carta che si poteva trovare nelle bustine.

### Ristampe
Nell'espansione sono state ristampate le seguenti carte già presenti in set precedenti:
- Lavativo della Prateria Brumosa (dal set Visione Futura)
- Tumuli Scolpiti (dal set Visione Futura)
- Ultimo Respiro (dal set Maschere di Mercadia)
- Tortura (presente nel set base Quinta Edizione e nell'espansione Origini)
- Flusso di Idee (dal set Ravnica: Città delle Gilde)
- Corrompere (presente nel set base Settima Edizione e nell'espansione Saga di Urza)
- Pozza Riflettente (dal set Tempesta)

## Errori di traduzione
Una carta di questo set ha ricevuto il nome Colonna di Fuoco nella sua versione italiana, come traduzione dell'originale Firespout, sebbene una carta chiamata Colonna di Fuoco fosse già stata stampata nella versione italiana dell'espansione Flagello, che era invece la traduzione di Pyrostatic Pillar, una carta completamente diversa. Questo può confondere i giocatori italofoni, che devono sapere a quale delle due carte ci si sta riferendo quando si parla di Colonna di Fuoco, essendo nei fatti due carte diverse.

## Novità
Landa Tenebrosa introduce importanti novità nel gioco: oltre a tre nuove abilità definite da parole chiave, presenta le magie ibride monocromatiche e il nuovo simbolo di STAP.

### Nuove abilità

#### Cospirare
Abilità di alcune magie istantaneo o stregoneria che ti permette di copiare una volta quella magia se tappi due creature che condividono un colore.

#### Persistere
Quando una creatura con persistere viene messa in un cimitero dal gioco, se quella creatura non aveva segnalini -1/-1 su di sé, puoi rimetterla in gioco con un segnalino -1/-1 su di sé.

#### Avvizzire
Una magia o un permanente con avvizzire infligge danno sotto forma di segnalini -1/-1 invece come normali punti danno, quindi i danni inflitti a una creatura rimangono su di essa in forma di segnalini -1/-1, mentre i danni inflitti a un giocatore o un viandante vengono trattati in modo normale.